# Eurygonias
Eurygonias is een geslacht van zeesterren uit de familie Odontasteridae.

## Soort
- Eurygonias hylacanthus Farquhar, 1913